# Tournedos-Bois-Hubert
Tournedos-Bois-Hubert es una comuna francesa situada en el departamento de Eure, en la región de Normandía.

## Demografía
| 139 | 113 | 152 | 266 | 299 | 301 | 457 |
| Para los censos de 1962 a 1999 la población legal corresponde a la población sin duplicidades (Fuente: INSEE [Consultar]) |     |     |     |     |     |     |